# Pseudomallada kiangsuensis
Pseudomallada kiangsuensis is een insect uit de familie gaasvliegen (Chrysopidae), die tot de orde netvleugeligen (Neuroptera) behoort. De soort komt voor in China.